# Тирнавос (дим)
Ти́рнавос (греч. Δήμος Τυρνάβου) — община (дим) в Греции. Входит в периферийную единицу Лариса в периферии Фессалия. Население 25 032 человек по переписи 2011 года. Площадь общины — 525,323 квадратного километра. Плотность — 47,65 человека на квадратный километр. Административный центр — Тирнавос. Димархом на местных выборах в 2019 избран Иоаннис Кокурас (Ιωάννης Κόκουρας).
Община Тирнавос создана в 1883 году (ΦΕΚ 126Α). В 1912 году (ΦΕΚ 262Α) община упразднена и создано сообщество Тирнавос (Κοινότητα Τυρνάβου). В 1952 году (ΦΕΚ 72Α) снова создана община. В 1997 году (ΦΕΚ 244Α) к общине присоединён ряд населённых пунктов. В 2010 году (ΦΕΚ 87Α) по программе «Калликратис» к общине Тирнавос присоединены населённые пункты упразднённой общины Амбелон.
Община (дим) Тирнавос делится на две общинные единицы.